# Das Gewitter (Gemälde)
Das Gewitter (italienisch La tempesta) ist ein Gemälde des venezianischen Malers Giorgione. Es wurde 1508 fertiggestellt und befindet sich in der Accademia in Venedig.
Das Bild Giorgiones gilt als eines der ungelösten Rätsel der europäischen Kunstgeschichte. Es ist auf unterschiedliche Weise interpretiert worden, wobei keine Deutung Mainstream geworden ist. Die Rätselhaftigkeit des Bildes könnte eine Ursache der Faszination sein, die es auf manche Betrachter ausüben mag.

## Geschichte
Im Werk Giorgiones gehört es zu den poesie genannten Bildern, die für einen höfischen und gebildeten Kreis von Sammlern, Kennern und Kunstliebhabern entstanden sind. Ziel der poesie war es, dem gebildeten und gelehrten Kunstliebhaber ein schwieriges und verschlüsseltes Sujet zu bieten, an dem er alle seine Phantasie, sein Kunstverständnis und seine Gelehrsamkeit anwenden konnte.
Das Bild wurde wahrscheinlich um 1508 vom venezianischen Adeligen und Kunstsammler Gabriele Vendramin in Auftrag gegeben. Es gehört zu den wenigen Bildern des Malers, über das eine gesicherte Quelle existiert. 1530 beschreibt Marcantonio Michiel in seinem Buch Notizia d’opere del disegno das Bild, das er im Hause Vendramins gesehen hat, als … kleine Landschaft mit dem Sturm, der Zigeunerin und dem Soldaten … von der Hand des Zorzo da Castelfranco. In einem Inventar der Sammlung Vendramin von 1569 ist es unter einem leicht veränderten Titel aufgeführt. Jacob Burckhardt hat es Mitte des 19. Jahrhunderts im Palazzo Manfrin gesehen und erwähnt es in seinem Cicerone.

## Beschreibung
Das Bild zeigt eine arkadische Landschaft mit hohen Bäumen und einem Fluss, der von einer Brücke überquert wird. Über einer Stadt im Hintergrund mit Türmen und einer Kuppel ist ein Gewitter aufgezogen. Die Stadt zeigt als Wappen an einer Wand den Markuslöwen. Rechts vom Blitz ist eine Burg sichtbar, die über dem Tor ein Wappen mit vier Rädern zeigt. Dieses ist der Familie da Carrara in Padua zuordenbar. Der letzte Signore der Familie da Carrara ist 1405 in venezianischer Gefangenschaft erdrosselt worden. Im Vordergrund steht ein junger Mann in zeitgenössischer modischer Kleidung mit einem Hirtenstab in der Hand, ihm gegenüber sitzt eine nackte Frau mit einem Kind an der Brust. Die beiden haben keinen Blickkontakt miteinander, die Frau jedoch schaut den Betrachter an. Die felsige Landschaft ist mit wenigen schütteren Sträuchern bewachsen, Ruinen und Teile einer Mauer sind zu sehen. Die Stadt, die von einem zuckenden Blitz grell beleuchtet wird, scheint verlassen. Das einzige sichtbare Lebewesen ist ein Storch auf einem Dach.
In Giorgiones Bild ist die Landschaft nicht mehr ein Hintergrund von untergeordneter Bedeutung. Sie bestimmt vielmehr Atmosphäre und Ausstrahlung des Bildes, das die menschlichen Figuren am Rand postiert zeigt. Es dominieren tiefe Farbtöne von leuchtendem Blau und Grün, mit denen Giorgione eine Bildwirkung von Ruhe, Stille und Harmonie erzeugt, die zum fernen Gewitter am Horizont in Kontrast steht.

## Deutungen
Die üblichen Schlüssel für die Interpretation eines Bildes der Renaissance passen hier nicht, und das zeigt sich an der Vielzahl von unterschiedlichen Erklärungsversuchen. Schon die erste Beschreibung von Michiel spricht von einem „Zigeuner“ und einer „Nymphe“, die nach den Konventionen der griechischen Mythologie eigentlich kein Kind stillen kann. Erschwert wird eine Interpretation zusätzlich durch die Tatsache, dass das Bild von Giorgione verändert und übermalt wurde. So wurde eine weitere nackte Frau in der endgültigen Fassung durch den Mann mit dem Hirtenstab ersetzt.
Salvatore Settis listet in seinem Buch eine Auswahl von Deutungen auf. Demnach zeigt das Bild Die vier Elemente, eine verweltlichte Version der Ruhe auf der Flucht nach Ägypten, eine Szene aus Ovid, aus Boccaccio, aus Petrarca oder aus dem Traum des Polyphylos, Die Legende vom Heiligen Theodor, die  Auffindung des Moses, Adam und Eva, die Geburt des Bacchus, eine der Liebschaften von Zeus usw.
In der jüngeren Forschung bringen Antonio Boscardin, Wolfgang Eller und Udo Soragni unabhängig voneinander die dargestellte Stadtsilhouette mit dem frühneuzeitlichen Padua in Verbindung. Robert Otten sieht eine Beziehung zwischen dem Gemälde und einer Legende aus dem 15. Jahrhundert, die den nicht genealogisch belegten Anfang der Paduaner Dynastie Da Carrara erzählt. Die Legende erwähnt die Liebschaft eines jungen Soldaten und einer Prinzessin des Kaisers des Heiligen Römischen Reiches. Das Liebespaar flüchtete vom Kaiserhof in die Umgebung von Padua und begründete den Stamm der Da Carrara, die von 1318 bis 1405 über Padua herrschten.
Otten ordnet die Bilddetails der Familiengründung der Da Carrara und der dynastischen Herrschaft zu. Der Soldat trägt die typischen ikonographischen Merkmale einer Herrscherfigur, z. B. Anspielung auf die Augustusstatue von Primaporta, die Hosen- und Schuhtracht eines Landsknechts, die Position der linken Hand und des rechten Beines.
Die Frau trägt typische Attribute einer Braut, z. B. Schleier, entblößte rechte Brust, einen Überwurf über der Schulter, ein Lorbeerstrauch vor ihrer Blöße. Der Zusammenhang zwischen Padua und dem jungen Paar wird untermauert durch das Familienwappen über dem Stadttor.

## Rezeption
Literatur
Der Schriftsteller Alfred Andersch zitiert in seinem Roman Die Rote Giorgiones Gemälde unter dem Titel Sturm an einigen Stellen: Der Protagonist Fabio Crepaz – als Geiger im Teatro La Fenice tätig – hat ein Foto des Gemäldes in seinem Zimmer stehen. Und er betrachtet auch das Original in gewissen Zeitabständen. In Anwesenheit des Kindes Serafina erinnert sich Fabio an deren jüdischen Vater Tullio Toledano. Der Protagonist bezieht das Motiv des Gemäldes auf seine entwurzelte Situation und auf die nach dem Holocaust zerrissenen Familienverhältnisse im venezianischen Ghetto, wo er einst wohnte. Das Gemälde ist wie ein Gleichnis für die Einsamkeit, das wesentliche Thema in Anderschs Roman.
Film
Im Kinofilm „Tempesta“ (dt. „Der Venedig Code“) spielt das Gemälde eine zentrale Rolle: Es wird aus den Gallerie dell’Accademia gestohlen.